# 안자이 소마
안자이 소마(일본어: 安斎 颯馬, 2002년 9월 29일~)는 일본의 축구 선수이다.

## 구단 경력
그는 2023년 J1리그의 FC 도쿄에 입단했다.